# Yeonggyu
Yeonggyu (en coréen, hangeul : 영규, hanja : 靈圭), décédé en 1592 est un moine-guerrier bouddhique coréen de la Période Joseon, qui, selon l'historiographie est le meneur de 500 moines bouddhistes qui défendirent la forteresse de Cheongju de l'envahisseur japonais en 1592, pendant la Bataille de Cheongju..